# Криулени
Криулени је град и седиште Криуленског рејона, у Молдавији.

## Међународни односи
Криулени је побратимљен са:
- Ораштије, Румунија